# Let the Fire Burn
 (août 2020).
Le contenu est difficilement compréhensible vu les erreurs de traduction, qui sont peut-être dues à l'utilisation d'un logiciel de traduction automatique.
Pour plus de détails, voir Fiche technique et Distribution.
Let the Fire Burn est un documentaire américain de 2013 sur les événements qui ont mené à une confrontation en 1985 entre le groupe de libération noir MOVE et le service de police de Philadelphie. 
Le film est réalisé et produit par Jason Osder et a été lancé par Zeitgeist Films en octobre 2013.

## Synopsis
L'organisation MOVE a été créée à l'origine comme un mouvement de « retour à la nature » qui pratiquait des méthodes « vertes ». En 1985, le service de police de Philadelphie a décidé de prendre des mesures pour expulser le groupe de leur duplex au 6221 avenue Osage. Lorsque des coups de feu ont éclaté et que les gaz lacrymogènes n'ont pas suffi à faire sortir les membres de MOVE de la maison, la police a décidé de larguer des explosifs sur la maison. 
Un incendie a rapidement débuté, mettant en danger plusieurs enfants devenus emprisonnés à l'intérieur de la maison. Dans une décision controversée, la police a choisi de « laisser le feu brûler », entraînant la destruction de plus de 60 maisons et la mort de cinq enfants et six adultes. Les responsables ont déclaré qu'ils craignaient que MOVE ne tire sur les pompiers,,.
Onze personnes (le fondateur de MOVE, John Africa, cinq autres adultes et cinq enfants âgés de 7 à 13 ans) sont morts dans l'incendie qui en a résulté, et plus de 250 personnes du quartier se sont retrouvées sans abri. Ramona Africa, l'une des personnes ayant survécu, a déclaré que la police avait tiré sur ceux qui tentaient de s'échapper. La commission d'enquête qui a suivi a constaté que les dirigeants de la ville et les forces de l'ordre avaient agi par négligence, mais aucune accusation criminelles n'a été déposée.

## Prix
- 2013 : Tribeca Film Festival, sélection officielle. Prix du meilleur montage dans un documentaire, meilleur nouveau réalisateur de documentaire, mention spéciale du jury[7]
- 2013 : Festival international du documentaire canadien Hot Docs, sélection officielle
- 2013 : Philadelphia Film Festival, Prix du jury du meilleur long métrage local
- 2013 : Antenna, Festival international du documentaire d'Australie, Meilleur film documentaire international
- 2013 : Gotham Awards, nommé pour le meilleur documentaire
- 2013 : International Documentary Association Awards, nommé pour le meilleur long métrage et le meilleur montage
- 2013 : Independent Spirit Awards, nommé pour la 19e édition du Stella Artois Truer Than Fiction Award
- 2013 : Cinema Eye Honors, nommé pour le premier long métrage et le meilleur montage

## Accueil
Après sa première mondiale au Festival du film de Tribeca 2013, le film a reçu des critiques uniformément positives et a été un succès critique tout au long de sa carrière en salles. Chez Rotten Tomatoes, l'agrégateur de critiques, le film a reçu des critiques extrêmement positives avec une note certified fresh rating de 97 % et un consensus déclarant que le film est doté d'un « montage intelligent » et est « terriblement convaincant ». 
« Alors je vais y aller, le seul film vraiment génial que j'ai vu au Festival du film de Tribeca cette année est le film saisissant Let the Fire Burn de Jason Osder. Il va sans dire que ce chef-d'œuvre relatant le moment étonnant et oublié de l'histoire américaine récente doit être vu partout; que tous les Américains le voit est un objectif ambitieux; idéalement, le plus de gens possible pourront le voir. Mais commençons par vous, lecteur anonyme, et nous partirons de là. » - Brandon Harris, Filmmaker Magazine
« Le choix de la critique... Se classant avec les récents efforts de recherche d'images comme The Autobiography of Nicolae Ceausescu et Senna, tout en rejoignant une lignée encore plus longue, Let the Fire Burn maintient sans relâche son élan tragique ». - Nicolas Rapold, The New York Times .
« L'accent mis par le documentaire sur le matériel d'époque confère au produit final une impression instantanée, apportant de l'urgence à une histoire que beaucoup de spectateurs n'auront jamais entendue mais qui reste pertinente après près de trois décennies. » - John DeFore, The Hollywood Reporter 
« Remarquable pour son approche de vérité historique,  pas d'interview de têtes parlantes, pas de narration, pas de séquences B-roll ou de reconstitutions - Let the Fire Burn ramène les événements tragiques du 13 mai 1985, obligeant le public à se demander comment la police, les pompiers et les responsables de la ville pouvaient rester à l'écart et regarder un hélicoptère larguer un engin incendiaire sur l'enceinte de MOVE à l'ouest de Philadelphie, puis laisser le feu qui s'en suivait faire rage dans la nuit, nivelant finalement trois pâtés de maisons et détruisant 61 maisons. » - Steven Rea, Philly.com 
« Se dispensant des récits rétrospectifs habituels et des questionnements analytiques, Osder apporte à la fois intensité et intimité, invitant simplement les téléspectateurs à regarder et à écouter comme une tragédie, née d'une agression incontrôlée, d'une idéologie incohérente et d'une logique terriblement défectueuse, de développe. » - Ann Hornaday, The Washington Post
« C'est une narration remarquable et captivante, racontée par des images granuleuses qui résonnent néanmoins avec la vie, et cela laisse le spectateur en colère contre la perte insensée de vies et de biens. Un ecclésiastique, membre du comité d'audience, nous rappelle tranquillement ce qui est au cœur de toute la guerre qui a duré des années entre la police et MOVE: qu'il est possible d'oublier, dans le feu de la colère et des procédures, que la personne de l'autre côté d'un conflit est un être humain. »  - Moira Macdonald, The Seattle Times 
« Résistant à l'envie d'inclure des entretiens actuels avec l'une des personnes dans le documentaire, ce qui aurait brisé l'intimité et l'intensité des images d'archives qui nous font sentir comme si nous témoins sur place,  le documentaire se joue comme une capsule temporelle parfaitement conservée dont la pertinence contemporaine est incontestable. En présentant calmement et d'une manière troublante un instantané des moments les plus sombres d'une ville, Let The Fire Burn transcende son époque pour aborder les problèmes troublants de classe, de race et de pouvoir qui hantent encore l'Amérique 28 ans plus tard. » - Tim Grierson, Screen International 